# 꿈꾸는 풍경
꿈꾸는 풍경(戀之風景: The Floating Landscape)은 홍콩에서 제작된 여묘설 감독의 2003년 영화이다. 정이건 등이 주연으로 출연하였고 관금붕 등이 제작에 참여하였다.

## 출연

### 주연
- 정이건
- 임가흔
- 유엽

## 제작진
- 미술: 육문화